# 熊本県立松島商業高等学校
熊本県立松島商業高等学校（くまもとけんりつ まつしましょうぎょうこうとうがっこう）は、熊本県上天草市松島町教良木に所在した公立の商業高等学校。

## 設置学科
- 商業科
- 情報処理科

## 所在地
- 〒861-6105 熊本県上天草市松島町教良木2971-5

## 沿革
- 1954年（昭和29年） - 熊本県立商業高等学校別科今津分室創設
- 1963年（昭和38年） - 熊本県立商業高等学校松島分校として発足
- 1967年（昭和42年） - 熊本県立熊本商業高等学校松島分校と校名変更
- 1974年（昭和49年） - 熊本県立松島商業高等学校として独立
- 1987年（昭和62年） - 商業科3学級、情報処理科1学級となる
- 2008年（平成20年） - 3学期制から45分7限授業の2学期制に移行
- 2010年（平成22年） - 熊本県立大矢野高等学校、熊本県立天草東高等学校と統合し熊本県立上天草高等学校が開校。これにより本年度以降の新入生募集を停止。
- 2012年（平成24年）3月31日 - 閉校。